# Hohenzell (Austria)
Hohenzell – gmina w Austrii, w kraju związkowym Górna Austria, w powiecie Ried im Innkreis. Według Austriackiego Urzędu Statystycznego liczyła 2119 mieszkańców (1 stycznia 2015).